# 動視暴雪影業
動視暴雪影業有限責任公司（英語：Activision Blizzard Studios, LLC）是位於美國加州比佛利山的電影製片公司，为美國電子遊戲公司動視暴雪旗下的子公司。動視暴雪影業是為了替母公司的熱門電子遊戲系列生產電影與電視節目而成立。此公司由史黛西·舒爾與前迪士尼公司高層Nick van Dyk共同領導。

## 歷史
在2015年11月6日的一場投資人日發表後，隨著《魔獸世界》電影《魔獸：崛起》的公開，動視暴雪宣布組成動視暴雪影業，一間專門為動視暴雪旗下遊戲製作相關影視作品的製片公司。2016年1月，公司宣布將由史黛西·舒爾與前迪士尼公司高層Nick van Dyk共同領導。
2016年，此公司與Netflix合作獨家播出其首部電視節目《Skylanders Academy》，以動視暴雪旗下遊戲系列《寶貝龍世界》為基礎所創作的動畫節目。
也是在2016年時，動視暴雪影業與第三方電影製片公司傳奇影業簽下授權合約，製作《魔獸：崛起》的續集電影。到了2017年4月，以動視旗下遊戲《決勝時刻》系列為基礎創作的電影已經有了幾個不同的腳本，並期望能於2018年開始拍攝。動視暴雪影業也希望能根據《鬥陣特攻》創作一部電影。

## 製作

### 電影
| 年   | 標題                   | 合作公司 | 發行 |
| ---- | ---------------------- | -------- | ---- |
| 未定 | 未命名《決勝時刻》電影 | 未定     | 未定 |

### 電視節目
| 年           | 标题                   | 合作公司 | 發行                      |
| ------------ | ---------------------- | -------- | ------------------------- |
| 2016-2018 年 | 《Skylanders Academy》 | TeamTO   | Netflix、41E Distribution |

## 外部連結
- 官方網站 （页面存档备份，存于）